# Sofia Open 2020 - Qualificazioni singolare
Le qualificazioni del singolare del Sofia Open 2020 sono state un torneo di tennis preliminare per accedere alla fase finale della manifestazione. I vincitori dell'ultimo turno sono entrati di diritto nel tabellone principale. In caso di ritiro di uno o più giocatori aventi diritto a questi sono subentrati i lucky loser, ossia i giocatori che hanno perso nell'ultimo turno ma che avevano una classifica più alta rispetto agli altri partecipanti che avevano comunque perso nel turno finale.

## Teste di serie
1. Gilles Simon (qualificato)
2. Yūichi Sugita (spostato nel tabellone principale)
3. Aslan Karacev (qualificato)
4. Tarō Daniel (qualificato)

1. Evgenij Donskoj (primo turno)
2. Jozef Kovalík (primo turno)
3. Martin Kližan (ultimo turno, lucky loser)
4. Marc-Andrea Hüsler (ultimo turno, lucky loser)

## Qualificati
1. Gilles Simon
2. Viktor Troicki

1. Aslan Karacev
2. Tarō Daniel

### Lucky loser
1. Illja Marčenko
2. Martin Kližan

1. Marc-Andrea Hüsler

## Tabellone

### Legenda
| - Q = Qualificato - WC = Wild card - LL = Lucky loser | - ALT = Alternate - SE = Special Exempt - PR = Protected Ranking | - w/o = Walkover - r = Ritirato - d = Squalificato |

### Sezione 1
|  | Primo turno | Primo turno    | Primo turno    | Primo turno | Primo turno |  |  | Ultimo turno | Ultimo turno   | Ultimo turno   | Ultimo turno | Ultimo turno |  |
|  |             |                |                |             |             |  |  |              |                |                |              |              |  |
|  | 1           | Gilles Simon   | Gilles Simon   | 6           | 6           |  |  |              |                |                |              |              |  |
|  | Alt         | Luke Saville   | Luke Saville   | 4           | 3           |  |  | 1            | Gilles Simon   | Gilles Simon   | 6            | 6            |  |
|  |             | Illja Marčenko | Illja Marčenko | 7           |             |  |  |              | Illja Marčenko | Illja Marčenko | 2            | 3            |  |
|  | 6           | Jozef Kovalík  | Jozef Kovalík  | 5           | 3           |  |  |              |                |                |              |              |  |

### Sezione 2
|  | Primo turno | Primo turno     | Primo turno | Primo turno | Primo turno |  |  | Ultimo turno | Ultimo turno    | Ultimo turno    | Ultimo turno | Ultimo turno |  |
|  |             |                 |             |             |             |  |  |              |                 |                 |              |              |  |
|  | Alt         | Fabrizio Ornago | 6           | 1           | 6           |  |  |              |                 |                 |              |              |  |
|  | WC          | Gabriel Donev   | 3           | 6           | 2           |  |  | Alt          | Fabrizio Ornago | Fabrizio Ornago | 2            | 4            |  |
|  |             | Viktor Troicki  | 6           | 62          | 6           |  |  |              | Viktor Troicki  | Viktor Troicki  | 6            | 6            |  |
|  | 5           | Evgenij Donskoj | 4           | 7           | 4           |  |  |              |                 |                 |              |              |  |

### Sezione 3
|  | Primo turno | Primo turno              | Primo turno              | Primo turno | Primo turno |  |  | Ultimo turno | Ultimo turno       | Ultimo turno       | Ultimo turno | Ultimo turno |  |
|  |             |                          |                          |             |             |  |  |              |                    |                    |              |              |  |
|  | 3           | Aslan Karacev            | Aslan Karacev            | 6           | 6           |  |  |              |                    |                    |              |              |  |
|  | WC          | Alexander Donski         | Alexander Donski         | 2           | 3           |  |  | 3            | Aslan Karacev      | Aslan Karacev      | 7            | 6            |  |
|  |             | Frederico Ferreira Silva | Frederico Ferreira Silva | 4           | 5           |  |  | 8            | Marc-Andrea Hüsler | Marc-Andrea Hüsler | 62           | 4            |  |
|  | 8           | Marc-Andrea Hüsler       | Marc-Andrea Hüsler       | 6           | 7           |  |  |              |                    |                    |              |              |  |

### Sezione 4
|  | Primo turno | Primo turno   | Primo turno   | Primo turno | Primo turno |  |  | Ultimo turno | Ultimo turno  | Ultimo turno  | Ultimo turno | Ultimo turno |  |
|  |             |               |               |             |             |  |  |              |               |               |              |              |  |
|  | 4           | Tarō Daniel   | Tarō Daniel   | 6           | 6           |  |  |              |               |               |              |              |  |
|  |             | Zdeněk Kolář  | Zdeněk Kolář  | 4           | 3           |  |  | 4            | Tarō Daniel   | Tarō Daniel   | 6            | 6            |  |
|  |             | Max Purcell   | Max Purcell   | 5           | 4           |  |  | 7            | Martin Kližan | Martin Kližan | 3            | 4            |  |
|  | 7           | Martin Kližan | Martin Kližan | 7           | 6           |  |  |              |               |               |              |              |  |